# Stepaniwka (rejon emilczyński)
Stepaniwka (ukr. Степанівка) – wieś na Ukrainie, w obwodzie żytomierskim, w rejonie emilczyńskim. W 2001 roku liczyła 906 mieszkańców.